# Ringinsari (Sumbermanjing)
Ringinsari is een bestuurslaag in het regentschap Malang van de provincie Oost-Java, Indonesië. Ringinsari telt 4299 inwoners (volkstelling 2010).